# Championnat de Yougoslavie de football 1988-1989
Navigation
Saison précédente Saison suivante
La saison 1988-1989 du Championnat de Yougoslavie de football est la soixantième édition du championnat de première division en Yougoslavie. Les dix-huit meilleurs clubs du pays prennent part à la compétition et sont regroupées en une poule unique où chaque formation affronte deux fois ses adversaires, à domicile et à l'extérieur. En fin de saison, les deux derniers du classement sont relégués et remplacés par les deux meilleures équipes de deuxième division.
C'est le club du FK Vojvodina Novi Sad qui remporte la compétition, en terminant en tête du classement final, avec trois points d'avance sur le double tenant du titre, le FK Étoile rouge de Belgrade et cinq sur le Hajduk Split. C'est le 2e titre de champion de Yougoslavie de l'histoire du club, après celui obtenu en 1966.

## Les clubs participants
| - Partizan Belgrade - Dinamo Zagreb - FK Étoile rouge de Belgrade - Hajduk Split - FK Radnicki Nis - NK Rijeka - FK Rad Belgrade - NK Osijek - Buducnost Titograd | - FK Velez Mostar - FK Vojvodina Novi Sad - FK Vardar Skopje - Spartak Subotica - Promu de D2 - FK Sarajevo - FK Napredak Krusevac - Promu de D2 - FK Sloboda Tuzla - FK Željezničar Sarajevo - NK Celik Zenica |

## Compétition

### Classement
Le barème de points est modifié à partir de cette année. En cas de match nul, une séance de tirs au but est disputée et seul son vainqueur marque le point du nul, le perdant ne marque pas de point. Le décompte complet est donc le suivant :
- Victoire : 2 points
- Victoire après la séance de tirs au but : 1 point
- Défaite : 0 point

| Rang | Équipe                        | Pts | J  | G  | Gt | P  | Bp | Bc | Diff |
| ---- | ----------------------------- | --- | -- | -- | -- | -- | -- | -- | ---- |
| 1    | FK Vojvodina Novi Sad         | 41  | 34 | 18 | 5  | 11 | 50 | 38 | +12  |
| 2    | FK Étoile rouge de Belgrade T | 38  | 34 | 18 | 2  | 14 | 55 | 30 | +25  |
| 3    | Hajduk Split                  | 36  | 34 | 15 | 6  | 13 | 50 | 29 | +21  |
| 4    | FK Rad Belgrade               | 35  | 34 | 13 | 9  | 12 | 46 | 38 | +8   |
| 5    | Dinamo Zagreb                 | 34  | 34 | 16 | 2  | 16 | 42 | 29 | +13  |
| 6    | FK Partizan Belgrade C        | 33  | 34 | 15 | 3  | 16 | 52 | 37 | +15  |
| 7    | FK Radnički Niš               | 31  | 34 | 14 | 3  | 17 | 42 | 35 | +7   |
| 8    | NK Osijek                     | 31  | 34 | 13 | 5  | 16 | 49 | 50 | -1   |
| 9    | FK Vardar Skopje              | 29  | 34 | 13 | 3  | 18 | 46 | 51 | -5   |
| 10   | NK Rijeka                     | 28  | 34 | 14 | 0  | 20 | 35 | 34 | +1   |
| 11   | FK Velež Mostar               | 28  | 34 | 13 | 2  | 19 | 42 | 43 | -1   |
| 12   | FK Sloboda Tuzla              | 28  | 34 | 11 | 6  | 17 | 35 | 42 | -7   |
| 13   | FK Sarajevo                   | 28  | 34 | 11 | 6  | 17 | 35 | 42 | -7   |
| 14   | Buducnost Titograd            | 28  | 34 | 12 | 4  | 18 | 32 | 43 | -11  |
| 15   | Spartak Subotica P            | 26  | 34 | 11 | 4  | 19 | 30 | 39 | -9   |
| 16   | FK Željezničar Sarajevo       | 25  | 34 | 12 | 1  | 21 | 34 | 49 | -15  |
| 17   | FK Napredak Kruševac P        | 23  | 34 | 11 | 1  | 22 | 42 | 59 | -17  |
| 18   | NK Čelik Zenica -6            | 17  | 34 | 9  | 5  | 20 | 31 | 60 | -29  |

|  | Qualification pour la Coupe d'Europe des clubs champions 1989-1990                          |
|  | Qualification pour la Coupe des Coupes 1989-1990                                            |
|  | Qualification pour la Coupe UEFA 1989-1990                                                  |
|  | Relégation directe en deuxième division                                                     |
|  | T : Tenant du titre C : Vainqueur de la Coupe de Yougoslavie P : Promu de deuxième division |

- Le club du NK Celik Zenica reçoit une pénalité de 6 points pour une raison indéterminée.

## Bilan de la saison
| Championnat de Yougoslavie de football 1988-1989                        |                                  |
| Champion                                                                | FK Vojvodina Novi Sad (2e titre) |
| Coupes et trophées                                                      |                                  |
| Vainqueur de la Coupe de Yougoslavie 1988-1989                          | FK Partizan Belgrade             |
| Qualifications continentales                                            |                                  |
| Coupe d'Europe des clubs champions 1989-1990                            | FK Vojvodina Novi Sad            |
| Coupe des Coupes 1989-1990                                              | FK Partizan Belgrade             |
| Coupe UEFA 1989-1990                                                    | FK Étoile rouge de Belgrade      |
| Coupe UEFA 1989-1990                                                    | Hajduk Split                     |
| Coupe UEFA 1989-1990                                                    | FK Rad Belgrade                  |
| Promotions et relégations                                               |                                  |
| Promus en Prva Liga                                                     | Olimpija Ljubljana               |
| Promus en Prva Liga                                                     | FK Borac Banja Luka              |
| Relégués en Championnat de Yougoslavie de football de deuxième division | FK Napredak Krusevac             |
| Relégués en Championnat de Yougoslavie de football de deuxième division | NK Celik Zenica                  |